# Instytut Nauk Społecznych
Instytut Nauk Społecznych (ros. Институт социальных наук) – kolaboracyjna instytucja naukowa w okupowanej Odessie podczas II wojny światowej.
W połowie maja 1943 r. w Odessie z inicjatywy władz okupacyjnych został otworzony Instytut Badań Antykomunistycznych i Propagandy. Działał on przy Państwowym Uniwersytecie Odeskim. Niemcy zamierzali w ten sposób wciągnąć naukowe środowiska Odessy do antykomunistycznej działalności naukowo-badawczej i propagandowej. Po pewnym czasie placówkę przemianowano na Instytut Nauk Społecznych (Instytut Problemów Społecznych). Pracowali w nim m.in. prof. Konstantin D. Pokrowski, prof. Borys W. Warnieke, prof. Nikołaj A. Sokołow, prof. S. F. Biełodzied. Po odzyskaniu Odessy przez Armię Czerwoną w kwietniu 1944 r., cała kadra naukowa Instytutu została aresztowana przez NKWD, otrzymując po śledztwie wieloletnie wyroki łagrów.